# Abdul Qadir Khan
Abdul Qadir Khan (Urdu: عبد القدیر خان) (Bhopal, 27 april 1936 – Islamabad, 10 oktober 2021) was een Pakistaanse atoomgeleerde van Pathaanse afkomst.
Hij wordt beschouwd als de vader van de Pakistaanse atoombom. Hij verschafte Pakistan de essentiële kennis voor het bouwen van een atoombom nadat hij in de jaren 70 spionageactiviteiten had gepleegd in Nederland over de verrijkingstechnologie, waardoor uranium ook kan worden gebruikt voor niet-vreedzame doeleinden, namelijk als splijtstof voor kernwapens door middel van de ultracentrifuge. Hij verklaarde later dat hij hier volstrekt geen spijt van had en greep hierbij de Indiaas-Pakistaanse Oorlog van 1971 (waarbij zijn land werd 'gehalveerd') als hoofdreden aan.

## Biografie
In 1952, hij was toen ongeveer 16 jaar, emigreerde hij met zijn ouders vanuit India naar Pakistan. Hij volgde een technische studie aan de Universiteit van Karachi.
In 1961 vertrok hij naar Europa om zijn studie te vervolgen, en startte zijn opleiding in West-Berlijn aan de Technische Universiteit Berlijn (Technische Universität Berlin). Twee jaar later kwam hij naar de Technische Hogeschool Delft (de huidige Technische Universiteit Delft), om daar metaalkunde te studeren. Hij kreeg prof. dr. W.G. Burgers als mentor toegewezen en leerde er jaargenoot Henk Slebos kennen. In 1967 studeerde hij af als metaalkundig ingenieur, waarna hij naar België vertrok om daar in 1972 te promoveren aan de Katholieke Universiteit Leuven.
Na zijn promotie in 1972 kwam Khan in dienst bij het Fysisch Dynamisch Onderzoekslaboratorium (FDO) dat onderzoek deed voor Urenco. Omdat hij al elf jaar in Europa woonde en getrouwd was doorliep hij het veiligheidsonderzoek van de Binnenlandse Veiligheidsdienst (BVD) zonder problemen.
Frits Veerman, een technicus die met Khan werkte, vermoedde spionage en lichtte zijn werkgever en Urenco in over diens activiteiten. Er werd hem een spreekverbod opgelegd. Pas in juli 2020 werd Veerman in het gelijk gesteld in een procedure bij het Huis voor Klokkenluiders wegens de repercussies die hem ten deel vielen van de zijde van zijn werkgever en de Nederlandse overheid. In 1975 keerde Khan niet terug van zijn jaarlijkse kerstvakantie naar Pakistan. In later jaren bestelde hij op grote schaal, en zonder problemen, onderdelen uit Nederland en andere westerse landen voor zijn kernindustrie.
Op 14 november 1983 werd Khan door de Amsterdamse rechtbank bij verstek veroordeeld tot vier jaar gevangenisstraf wegens spionage in de jaren 1976 en 1977 (NJ 1984, 282). Dit vonnis werd op 28 maart 1985 door het gerechtshof vernietigd omdat de inleidende dagvaarding niet op de juiste wijze aan Khan was uitgereikt. Het Openbaar Ministerie besloot vervolgens van verdere vervolging af te zien.
In 1992 is aan Khan op, humanitaire gronden, een visum voor Nederland verleend
Begin 2004 verschenen er berichten dat Khan zijn nucleaire kennis, op persoonlijk basis, zou hebben verkocht aan landen geregeerd door dubieuze regimes, met name Libië, Iran en Noord-Korea. In een later persmoment verklaarde hij dat dit moest doen op gezag van de toenmalige premier Benazir Bhutto. Daarop werd de atoomgeleerde op 4 februari 2004 door de Pakistaanse regering onder huisarrest geplaatst. Dit leek vooral bedoeld om hem af te schermen voor de wereldpers. Khan hield voor de Pakistaanse televisie een rede waarin hij spijt betuigde voor zijn handelwijze. Op 6 februari 2009 beval het hooggerechtshof dat het huisarrest moest worden opgeheven.
Khan overleed op 10 oktober 2021 in Islamabad, Pakistan aan longklachten nadat er eerder  COVID-19 was vastgesteld.

### Argos
In het VPRO-radioprogramma Argos van 9 augustus 2005 stelde oud-premier Ruud Lubbers dat de spionageactiviteiten van Khan bekend waren bij de inlichtingendiensten.